# Depresiunea Almaș-Agrij
Depresiunea Almaș-Agrij este o depresiune în județul Sălaj, Transilvania, România, situată între  Munții Meseș la nord-vest și Dealurile Șimișna-Gârbou în est și apare sub foma unei rețele de cueste și suprafețe structurale. Cuestele principale însoțesc malul drept al Agrijului și Almașului iar cele interfluviale se dezvoltă perpendicular pe primele.

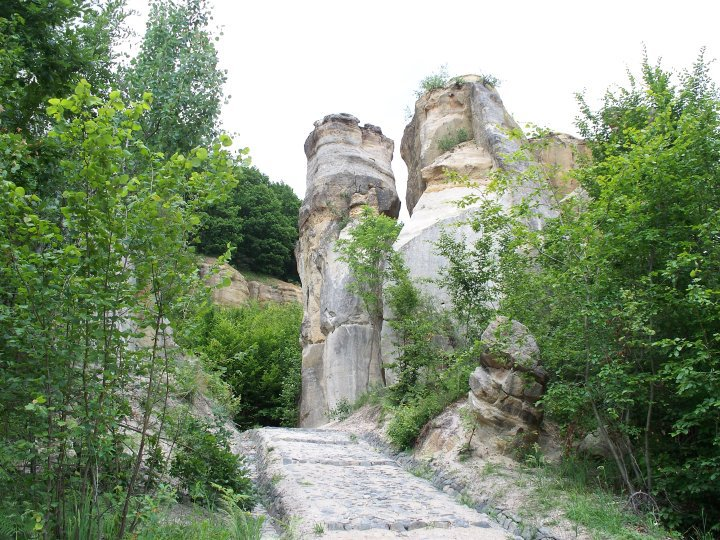
Rezervația Naturală "Grădina Zmeilor"

## Relief
Relieful depresiunii prezintă o fragmentare, care alături de prezența formațiunilor friabile, determină apariția proceselor de versant,  cum ar fi torenții, ravenele, ogașele sau șiroirile.  În perimetrul localității Gâlgău Almașului apar și unele zone de prăbușire în pachetele de conglomerate și gresii miocene cum ar fi cea de la Rezervația Naturală "Grădina Zmeilor".